# Dudleya gnoma
Dudleya gnoma (лат.) — редкий вид суккулентных растений рода Дудлея (Dudleya), семейства Толстянковые (Crassulaceae).

## Описание
Dudleya gnoma — многолетний вид с верхушечным, ветвящимся стеблекорнем, который может достигать размеров от 0,5 до 2,6 см в длину и от 1,2 до 2 см в ширину. У растения отсутствуют пазушные стебли. Листья образуют розетки, количество которых может варьировать от 1 до 60. Они имеют от 8 до 20 листьев в каждой розетке и диаметром от 0,8 до 5,1 см. Листовые пластинки зеленого или красноватого цвета, треугольно-яйцевидные формы, размерами от (0,6-) 0,9 до 2 см в длину и от 0,5 до 1,3 см в ширину. Толщина листовых пластинок составляет 2-4 мм, а ширина их основания варьирует от 0,7 до 1,5 см. Вершины листьев острые, а их поверхность покрыта сизоватым мучнистым налетом.
Соцветие цимозное. Диаметр цветков составляет от 0,3 до 0,6 см. Цветоножки прямостоячие и не отогнуты при наличии плодов, их длина составляет от 1 до 3 мм. Цветки имеют чашечку размером от 3 до 4 мм и сросшиеся лепестки длиной от 1 до 1,5 мм. Лепестки желтые с размерами 9-10 × 2-3 мм, с острыми вершинами и слегка отогнутыми кончиками. Пестики также сросшиеся и прямостоячие. Плод — прямостоячая листовка.
Количество хромосом — 2n=68.

## Распространение

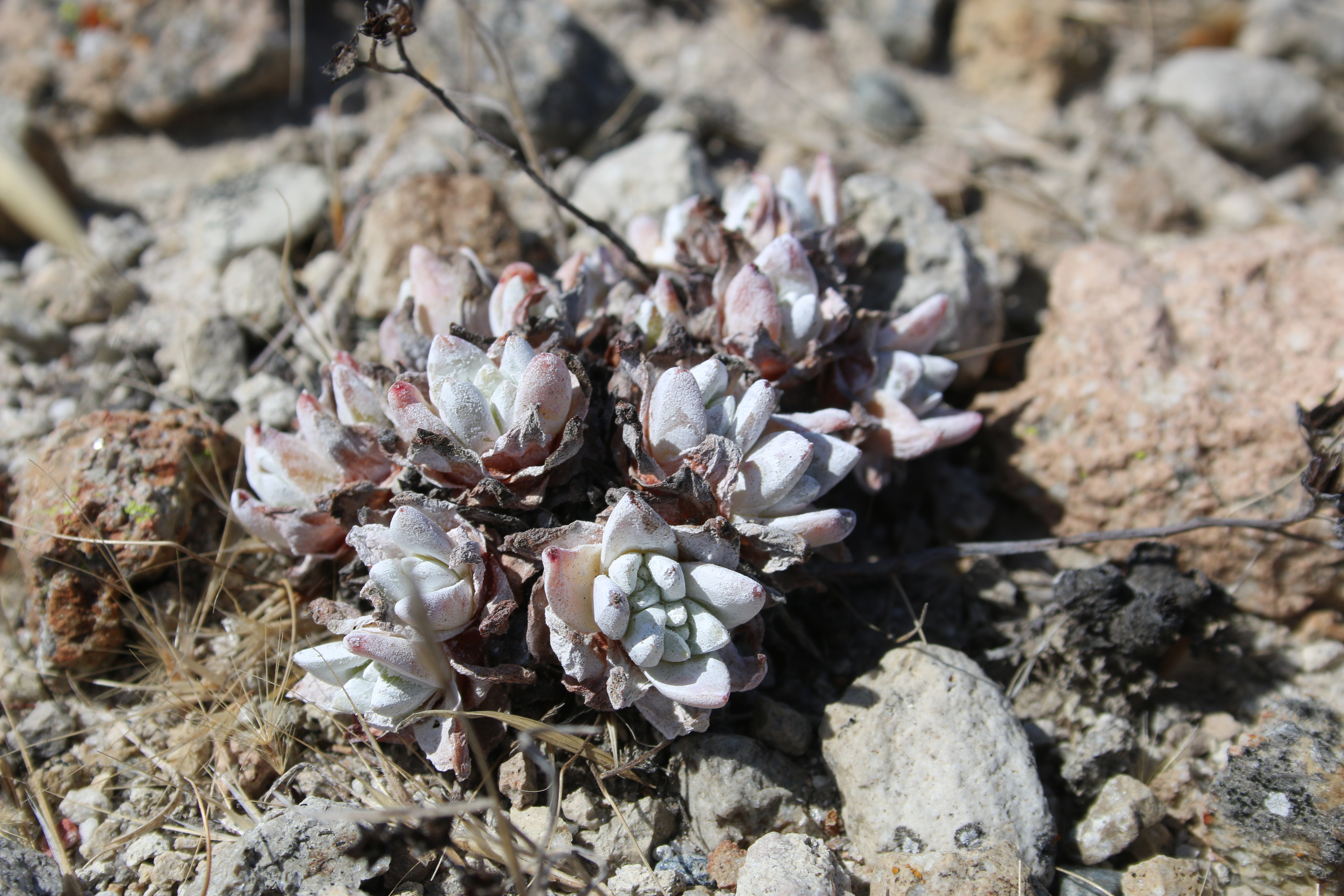
В природе

Dudleya gnoma произрастает на острове Санта-Роза (Калифорния, США) и считается видом, который находится под серьезной угрозой исчезновения. Согласно некоторым данным, общее число данного вида оценивается в 3200 экземпляров. Растение имеет сходство с Dudleya greenei, который также произрастает на острове Санта-Роза.
Основной угрозой для Dudleya gnoma является потенциальное собирательство его коллекционерами.

## Таксономия
Dudleya gnoma S.McCabe, первое упоминание в Madroño 44(1): 49. 1997.